# Denise Boyd
Denise Boyd, född 15 december 1952, är en australisk friidrottare. Hon deltog vid olympiska sommarspelen 1976 och olympiska sommarspelen 1980.